# Sceliomorpha bakeri
Sceliomorpha bakeri är en stekelart som beskrevs av Jean-Jacques Kieffer 1910. Sceliomorpha bakeri ingår i släktet Sceliomorpha och familjen Scelionidae. Inga underarter finns listade i Catalogue of Life.